# Jules Dewaquez
Jules Dewaquez (o Devaquez), (9 de març de 1899 - 12 de juny de 1971) fou un futbolista francès de la dècada de 1920.
Fou 41 cops internacional amb la selecció francesa amb la qual participà a tres Jocs Olímpics a la dècada de 1920.
Pel que fa a clubs, defensà els colors de US Saint-Denis, Olympique de Pantin (que esdevingué Olympique de Paris), Olympique de Marseille i OGC Nice.
Un cop retirat fou entrenador de FC Grenoble, Olympique de Marseille, AS Aix-en-Provence i Lyon OU.

## Palmarès
Olympique de Paris
- Coupe de France: 1918

Olympique de Marseille
- Coupe de France: 1926, 1927